# Aleksandar Ristić Alf
Aleksandar Ristić Alf (...) è un ex giocatore di football americano e allenatore di football americano serbo, che ha giocato nel ruolo di runningback.